# Баландин, Андрей Иванович
Андрей Иванович Баландин (род. 21 сентября 1964, Челябинск) — советский и российский хоккеист, нападающий. Мастер спорта СССР.

## Биография
Начинал играть в команде завода имени Колющенко «Дружба», побеждал с ней в чемпионате Челябинска и области. Параллельно занимался хоккеем с мячом. В возрасте 12-13 лет по приглашению Владимира Угрюмова перешёл в школу ЧТЗ, выступал за СДЮШОР «Трактор». Армейскую службу проходил в свердловском СКА, в сезоне 1983/84 играл во второй лиге. Остался в Свердловске и три сезона отыграл за «Автомобилист», хотя получал предложения от «Металлурга» Магнитогорск, «Ижстали» Ижевск, «Торпедо» Горький. В сезонах 1987/88 — 1989/90 играл за «Трактор».
По финансовым соображениям перешёл в «Динамо» Минск вместе с Викуловым и Матушкиным. Не вписался в состав и завершил сезон в «Автомобилисте». На тренировке получил тяжелую травму, полгода не тренировался. В 1993 году перешёл в «Кедр». Через два месяца по вызову Викулова переехал в Германию. В сезоне 1993/94 играл за «Ратинген», а также за «Нойвид», где за 45 матчей забил 63 гола и сделал 68 передач. Следующий сезон провёл в другой немецкой команде «Деггендорф».
Вернувшись в Россию, хотел играть за «Трактор», но был отправлен во вторую команду — «Надежда». Вскоре перешёл в «Мечел», за который провёл восемь сезонов. В сезоне 2003/04 отыграл за «Трактор» (играющий тренер) и «Трактор-2», после чего завершил карьеру.
В сезоне 2005/06 — директор ХК «Трактор».